# カタルーニャ独立宣言

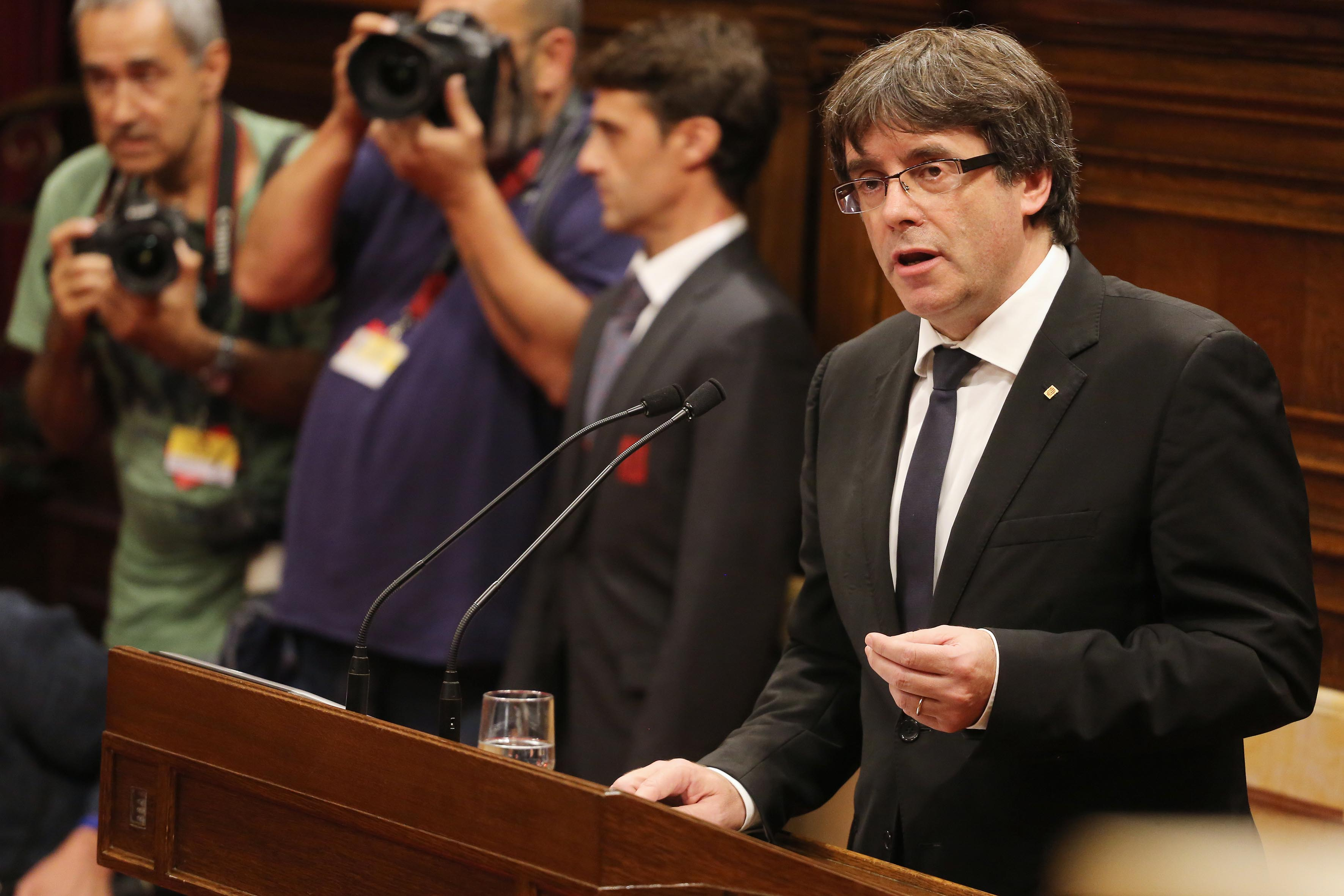
2017年10月10日、カタルーニャ州議会にて演説するプッチダモン州首相。

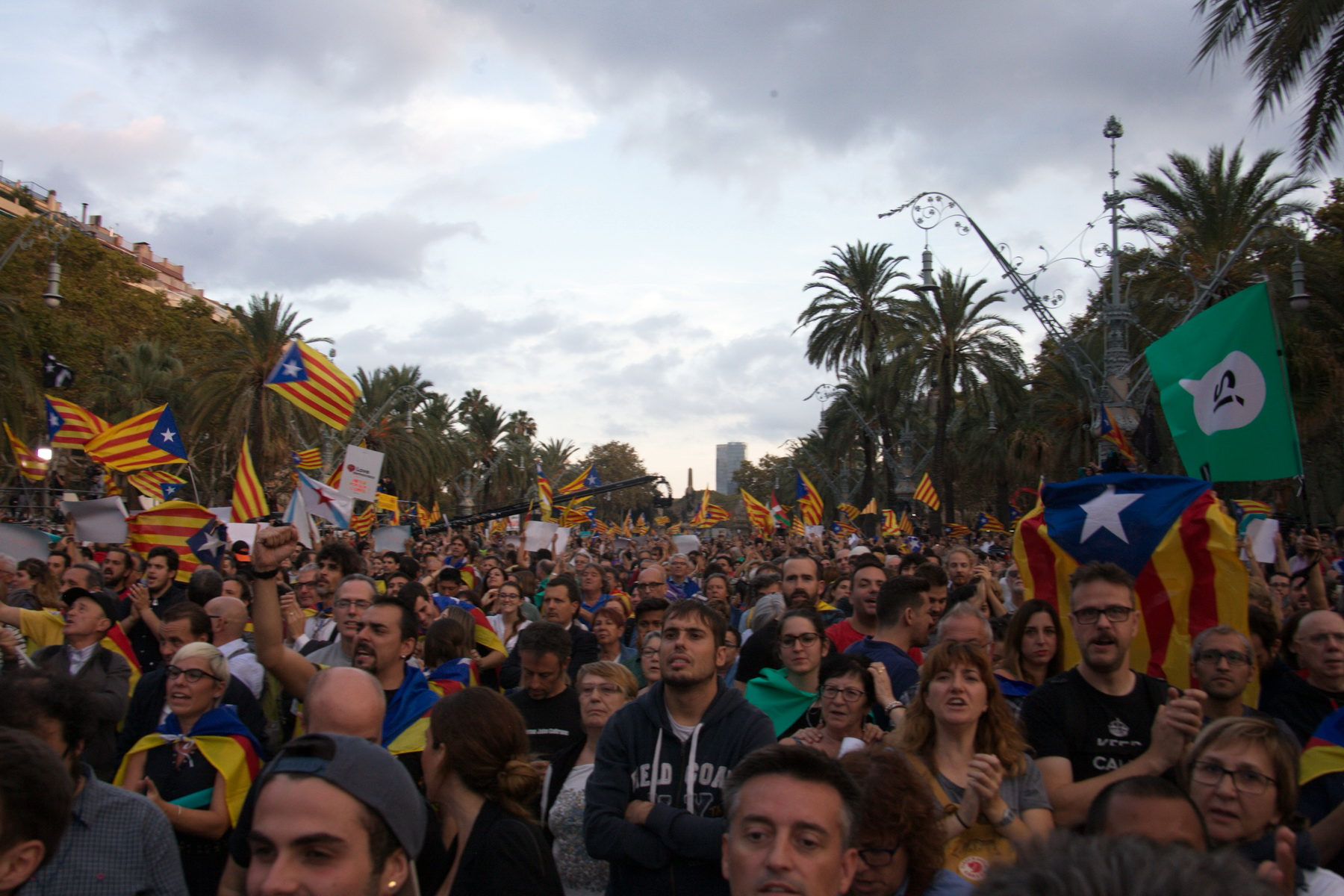
リュイス・コンパニス通りで独立宣言が行われるのを待つ人たち。2017年10月10日、バルセロナにて

カタルーニャ独立宣言（カタルーニャどくりつせんげん、カタルーニャ語: Declaració d'Independència de Catalunya、スペイン語: Declaración de Independencia de Cataluña）は、スペイン内の自治州であるカタルーニャ州が独立することを宣言した文書である。2017年10月10日にカルラス・プッチダモン州首相らによって署名されたが、直後に凍結され保留状態となり、10月27日に州議会で承認されたが10月31日、スペイン高等裁判所は独立宣言の無効を宣言した。

## 背景
スペインのカタルーニャ州では独立運動が存在しており、近年では2014年11月9日に非公式ながら独立住民投票が行われ、投票率は4割程度だったが独立派が8割を占め、2015年9月27日に投開票された自治州議会選挙でも独立賛成派が過半数を獲得。同年11月9日にカタルーニャ州議会は18ヶ月以内に独立するというカタルーニャ独立手続き開始宣言を採択した。2017年6月9日、カルラス・プッチダモン州首相は独立の是非を問う住民投票を10月1日に実施し、賛成多数となった場合は48時間以内にカタルーニャ共和国として独立を宣言すると発表した。これに対してスペイン中央政府は、住民投票は違法とし、実施を認めない姿勢を明らかにした。
やがて住民投票をめぐり中央政府と自治州政府の対立は増していき、中央政府は住民投票を阻止するアヌビス作戦を展開。検察当局は住民投票に使用される予定の投票用紙や投票箱、投票所の担当者に送付する通知書などを押収したほか、経済担当閣外相など当局者14人の身柄を拘束した。また財務省は自治州の財政を掌握し、住民投票実施のための公金投入を阻止した。投票所として使用される予定の建物を封鎖するため警察官を配置し、住民投票に関する情報を掲載するウェブサイト59件を閉鎖した。一連の混乱の中で中央政府当局と住民の衝突も生じ、また賛成、反対両方の立場からのデモも度々行われた。
しかし州政府は10月1日に予定どおり住民投票を実施。州政府の2日未明の発表によれば賛成が約9割に達し、プッチダモンは勝利宣言を行った。州政府は当初、10月4日に独立宣言を行う予定であったが開票作業の遅れや憲法裁判所より出ていた停止命令などを理由として独立宣言は見送った。一方でマリアーノ・ラホイ・ブレイ首相は、投票終了直後に住民の意思を反映する投票は行われなかったとの立場を表明し、独立宣言を阻止する姿勢を示した。
州政府は10月6日に最終結果を発表し、同時に最大77万人がスペイン警察の妨害により投票できなかったとした。
10月9日に州議会が開催されることとなり、一方的な独立宣言が採択される可能性もあったため独立反対派のカタルーニャ社会主義者党は憲法裁判所に異議申し立てを行い、憲法裁判所も審議開始を決定し10月5日に本会議召集の差し止めを命じたが、州議会側は命令に従わず9日の本会議開催を決定。しかしプッチダモンは緊張緩和のための時間稼ぎを行うため出席を延期することとなり、州議会の各党代表による対応協議の結果、本会議開催は10月10日に延期。プッチダモンの演説が行われることが決まった。

## 独立宣言
2017年10月10日、プッチダモンは州議会で演説を行い、カタルーニャ独立という人々の要求は受け入れるとしながらも独立宣言は保留とし、中央政府との対話に着手するとした。住民投票の結果を受けてプッチダモンや議会議員らは独立宣言に署名したものの、直後にプッチダモンが独立宣言の施行を延期したため、保留状態となった。
独立宣言では、すべての国家や国際機関に対し、カタルーニャ共和国を独立国として承認するよう求めている。
10月11日にラホイ首相はカタルーニャ州政府に対し、独立宣言を行ったのか否かを5日以内に回答するよう求めたもののプッチダモンは10月16日に行った回答で明確にしなかったため、中央政府は10月19日午前10時までに改めて回答し、また独立宣言を撤回するよう要求した。これに対しプッチダモンは独立宣言を行っていないとの立場を表明した上で、もし中央政府が憲法155条に基づき自治権停止に動くのならば独立宣言を行う可能性があると牽制し、ラホイは回答を不服として21日に自治権を停止すると発表した。同月27日、州議会は独立宣言の承認について投票を行い、投票直前に反対派の野党議員数十人が抗議のため退席した後に賛成70票、反対10票、棄権2票の賛成多数で可決した。しかし中央政府は州政府幹部の解任や直接統治に乗り出すなど強硬姿勢を崩さず、10月31日にスペイン高等裁判所は独立宣言の無効を宣言した。

## 国際社会の反応

### 各国の動き
独立宣言の直後、カタルーニャはいかなる国家からの承認も受けなかった。
しかしながら、アブハジア共和国や南オセチア共和国といった国際的な承認を得ていない国家からは独立を認める動きがあるとの報道もある。

### 国際組織
- 欧州連合 – 10月27日、ドナルド・トゥスク欧州理事会議長は「EUにとって何も変化はない。スペインが我々にとっての唯一の対話相手である」と自身のTwitter上で宣言した[38]。アントニオ・タイヤーニ欧州議会議長も、「カタルーニャ議会で本日議決された独立宣言は、EUの法的枠組みの一部であるスペイン憲法およびカタルーニャ自治憲章に違反したものである。EUに属するどの国家もこの宣言を承認しない。今まで以上に対話の基礎として合法性を確立し、ならびに全てのカタルーニャ市民の権利と自由を保証する必要がある」[39]と述べている。
- 国際連合 – 10月27日、アントニオ・グテーレス国際連合事務総長はスペイン政府とカタルーニャ政府に対し、スペイン憲法の下で現在の危機を解決する手段を模索するように指示したとファルハーン・ハック国連副報道官が伝えた[40]。

## 刑事裁判
2019年、カタルーニャ独立住民投票を強行したとしてウリオル・ジュンケラスら9人が反乱罪で有罪となり収監された。
2021年6月22日、スペイン政府はジュンケラスら9人に対する恩赦を決定した。